# McMurrich-Monteith
McMurrich-Monteith to gmina (ang. township) w Kanadzie, w prowincji Ontario, w dystrykcie Parry Sound.
Powierzchnia McMurrich-Monteith to 273,36 km². Według danych spisu powszechnego z 2001 r. McMurrich-Monteith liczy 766 mieszkańców (2,80 os./km²).